# Mother's Day (2016)
Mother's Day (bra: O Maior Amor do Mundo; prt: Um Dia de Mãe) é um filme de comédia romântica e dramática produzido nos Estados Unidos e dirigido por Garry Marshall, sendo seu último filme. Lançado em 2016, foi protagonizado por Jennifer Aniston, Kate Hudson, Julia Roberts, Jason Sudeikis, Timothy Olyphant, Britt Robertson, Héctor Elizondo e Jack Whitehall.
O formato do filme é semelhante às duas comédias românticas anteriores de Marshall com temas de férias: Valentine's Day (2010) e New Year's Eve (2011), e foi o último filme de sua carreira antes de sua morte em julho de 2016.

## Enredo
Várias histórias associadas à maternidade se cruzam: Sandy (Jennifer Aniston) é uma mãe solteira com dois filhos, Bradley (Jason Sudeikis) é um pai solteiro com uma filha adolescente, Jesse (Kate Hudson) tem uma história complicada com a sua mãe, Kristin (Britt Robertson) nunca conheceu a sua mãe biológica e Miranda (Julia Roberts) é uma escritora de sucesso que abre mão de ter filhos para se dedicar à carreira.

## Elenco
- Jennifer Aniston como Sandy Newhouse[6]
- Kate Hudson como Jesse[6]
- Julia Roberts como Miranda Collins[6]
- Jason Sudeikis como Bradley Barton[6]
- Timothy Olyphant como Henry
- Shay Mitchell como Tina
- Britt Robertson como Kristin
- Jack Whitehall como Zack Zimm
- Héctor Elizondo como Ramon Navarro/Lance Wallace
- Margo Martindale como Florence, mãe de Jesse
- Sarah Chalke como Gabi, irmã de Jesse
- Robert Pine como Earl, pai de Jesse
- Aasif Mandvi como Russell
- Cameron Esposito como Max, esposa de Gabi
- Jon Lovitz como Wally Burn
- Loni Love como Kimberly
- Lucy Walsh como Jody
- Beth Kennedy como Gwenda
- Sandra Taylor como Lexy
- Ella Anderson como Vicky Barton
- Jessi Case como Rachel Barton
- Grayson Russell como Tommy
- Matthew Walker como Randy
- Lisa Roberts Gillan como Betty
- Kate Linder como Gigi
- Jennifer Garner como Dana Barton
- Paul C. Vogt como Tiny
- Owen Vaccaro como Charlie
- Scott Marshall como Sam
- Christine Lakin como anfitriã
- Rory O'Malley como cliente
- Larry Miller como  policial de motocicleta
- Sean O'Bryan como policial

## Lançamento
Mother's Day foi lançado no mercado interno em 29 de abril de 2016, pela Open Road Films.

## Recepção

### Bilheteria
Mother's Day arrecadou US$ 32,5 milhões nos Estados Unidos e no Canadá, e US$ 16,3 milhões em outros países e territórios, totalizando US$ 48,8 milhões em todo o mundo, contra um orçamento de produção de US$ 25 milhões.

### Resposta da crítica
No site agregador de críticas Rotten Tomatoes, 8% das 158 resenhas dos críticos são positivas, com uma classificação média de 3,1/10. O consenso do site diz: "Indiscutivelmente bem-intencionado, mas totalmente equivocado, Mother's Day é o equivalente cinematográfico de um presente de última hora que apenas ressalta sua embaraçosa falta de esforço." O Metacritic, que usa uma média ponderada, atribuiu ao filme uma pontuação de 18 em 100, baseado em 30 críticos, indicando "antipatia esmagadora". O público consultado pelo CinemaScore deu ao filme uma nota média de "B+" em uma escala de A+ a F.